# 警網黑幕
是一部2019年美國動作驚悚片，由迪翁·泰勒執導，彼得·A·道林編劇，娜歐蜜·哈瑞絲、泰瑞斯·吉布森、法蘭克·葛里洛、麥克·寇特和里德·斯科特主演。講述一名菜鳥女警意外錄下一樁警界黑幕而惹上麻煩。電影於2019年9月21日在都市世界影展（Urbanworld Film Festival）上全球首映，2019年10月25日在美國上映。

## 劇情
美國陸軍退伍軍人艾莉西亞·威斯特回到家鄉紐奧良，並加入了當地的警察局。她被安排與性格隨和的凱文·傑金斯搭檔巡邏。他們的巡邏路線涵蓋了威斯特成長的貧困社區，在一次巡邏中，她遇見了老朋友米洛·「老鼠」·傑克森，他現在在一間便利商店當店員。然而，他對她表現得好像不認識，因為這個社區對警察充滿了不信任。
為了讓傑金斯能與妻子約會，威斯特主動提出代班，與巡警迪肯·「迪克」·布朗一起巡邏。在巡邏期間，布朗接到了一個私人電話，然後開車前往一個廢棄的發電站，聲稱要與線人「零號」會面。當他們到達時，他命令威斯特留在車上，自己單獨進入。
威斯特看到一名罪犯試圖闖入一輛車，正當她準備追捕他時，建築內傳來槍聲，於是她改變目標，穿上防彈背心並帶著隨身攝影機進入廢棄的設施調查。她無意中目睹了布朗與緝毒偵探泰瑞·馬龍及史密提冷血處決三名手無寸鐵的毒販。馬龍試圖解釋這個尷尬的局面，但史密提因看到威斯特的隨身攝影機而驚慌失措，開槍連射數次。雖然威斯特的防彈背心擋住了子彈，但巨大的衝擊力使她跌倒在一塊破舊的地板上，隨後摔下好幾層樓，最終掉落在一堆垃圾上。
儘管身受重傷，威斯特還是設法徒手逃脫，身上沒有武器，而馬龍、史密提和布朗則在後面追趕。她嘗試尋求當地居民的幫助，但由於她發現自己的警用無線電已經被竊聽，並且社區對警察的強烈仇恨，她被拒絕了。之後，她看到一輛巡邏車，試圖向車內的兩名警員求助，但發現他們也是馬龍腐敗警網的一部分，因此再度逃亡。最終，她在老鼠的店裡找到避難所，但老鼠起初不願幫助她，並考慮將她交給追捕者。
威斯特無法確定自己能信任誰，於是她打電話給下班的傑金斯，請他載她去警察局，好將隨身攝影機的影像上傳到警局主機，以取得馬龍和其同夥腐敗行為的無可辯駁的證據。
在旅途中，傑金斯無意中透露他知道馬龍的腐敗行為，威斯特因此意識到他打算設計陷害她，於是拳打他，並用傑金斯的皮卡車撞擊追捕者，將他銬在方向盤上後離開。
馬龍將廢棄發電站的處決罪名嫁禍給威斯特，導致毒梟達瑞斯·托羅對她下達懸賞，因為他的侄子「零號」就是其中一名被處決的受害者。遭到警察和達瑞斯的幫派追捕的威斯特再次請求老鼠的幫助，這次她躲在他的公寓裡。他收留了她，但他的鄰居卻向黑幫告密，黑幫因此試圖殺害她。在得知威斯特的藏身之處被揭露後，兩人試圖逃跑，但被趕來的黑幫成員抓住，他們想要獲得懸賞。在槍戰中，威斯特射殺了兩名黑幫成員，而老鼠則拖住另一名黑幫成員以爭取時間讓威斯特逃跑，但老鼠最終被達瑞斯的手下抓住。
威斯特不願拋下老鼠，於是向達瑞斯投降，解釋她手上的隨身攝影機記錄可以證明她的清白。達瑞斯的電腦專家駭入隨身攝影機後發現威斯特的清白以及馬龍的背叛。
在達瑞斯還未能對這一發現採取行動前，警方突襲了這棟公寓大樓。在混亂中，史密提為了報復在發電站發生的事情，殺死了布朗，但威斯特則殺了史密提。馬龍殺死了達瑞斯及其大部分手下，然後開始在大樓裡搜查威斯特。
知道自己無法逃脫，威斯特將隨身攝影機和夾克交給老鼠。老鼠穿過警方的封鎖線，偷了馬龍的車，並衝到警察局上傳影像到主機。
在公寓大樓，馬龍逼近威斯特，兩人展開了激烈的肉搏戰，最終打到了大樓前的庭院，當時一群人正在圍觀。她抓住了馬龍的槍，但在武裝警察趕來分開雙方時不得不放下。此時，分局長看到犯罪的錄像後，通過無線電命令特警隊停止行動。馬龍試圖射殺威斯特，但悔改的搭檔傑金斯將其制伏。
最終，受傷的馬龍被捕，並因謀殺三名毒販被起訴。威斯特洗清了冤屈，贏得了同事和社區的尊重。之後，她與老鼠一起拜訪了她母親的墳墓，老鼠告訴威斯特，他欠她一條命，並親吻她的額頭以表感謝。隨後，他們一同離開了墓園。

## 演員
- 娜歐蜜·哈瑞絲飾演艾莉西亞·威斯特（Alicia West）
- 泰瑞斯·吉布森飾演米洛·「老鼠」·傑克森（Milo "Mouse" Jackson）
- 法蘭克·葛里洛飾演泰瑞·馬龍（Terry Malone）
- 麥克·寇特飾演達瑞斯·托羅（Darius Tureau）
- 里德·斯科特飾演凱文·傑金斯（Kevin Jennings）
- 博·納普飾演史密提（Smitty）
- 娜菲莎·威廉斯（英语：Nafessa Williams）飾演蜜西（Missy）
- 麥可·帕帕約翰（英语：Michael Papajohn）飾演麥克（Mike）

## 發行
《警網黑幕》於2019年9月21日在都市世界影展（Urbanworld Film Festival）上舉行全球首映。索尼影視發行將其定於2019年10月25日在美國上映；原定的日期為2019年9月20日。

## 外部連結
- 官方网站
- 互联网电影数据库（IMDb）上《警網黑幕》的资料（英文）